# Municipio de Zongozotla
El municipio de Zongozotla es uno de los 217 municipios en que se divide el estado mexicano de Puebla. Se localiza en el norte del estado, enclavado en la Sierra de Puebla. Su cabecera es la localidad de Zongozotla.

## Toponimia
Zongozotla es un topónimo de origen náhuatl. Proviene de la palabra cozol, que designa la trementina del ocote. Por lo tanto, puede traducirso como Lugar donde abunda el ocote.

## Historia
Zongozotla fue fundada en el año de 1709, según consta en el archivo municipal de Tetela de Ocampo.
En el año de 1865, la población fue ocupada de manera pacífica por la Legión austro-húngara, donde establecieron su campamento y desde aquí atacaron las posiciones de los republicanos liberales mexicanos, durante la invasión que hicieron bajo el marco de la Segunda Intervención Francesa en México. Una vez culminado el conflicto, algunos de los efectivos austriacos se quedaron a radicar de manera temporal o definitiva en la región de la Sierra Norte de Puebla.